# Zenarchopteridae
Famille
Les Zenarchopteridae (Zénarchoptéridés en français) sont une famille de poissons de l'ordre des Beloniformes.

## Liste des genres
Selon World Register of Marine Species (21 novembre 2021) :
- genre Dermogenys Kuhl & van Hasselt, 1823[2]
- genre Hemirhamphodon Bleeker, 1865
- genre Nomorhamphus Weber & de Beaufort, 1922
- genre Tondanichthys Collette, 1995
- genre Zenarchopterus Gill, 1864